# Mycerinopsis subunicolor
Mycerinopsis subunicolor là một loài bọ cánh cứng trong họ Cerambycidae.